# 자메이카꽃박쥐
자메이카꽃박쥐(Phyllonycteris aphylla)는 주걱박쥐과(신세계잎코박쥐류)에 속하는 박쥐의 일종이다. 자메이카의 토착종이다.

## 특징
작은 박쥐로 전체 몸길이가 72~73mm이고 전완장이 44.3~48.3mm, 꼬리 길이가 7~9mm이다. 발 길이는 16mm, 귀 길이는 15~18mm, 몸무게는 14.8g이다. 털은 짧다. 몸은 대체로 밝고 누르스름한 갈색이다. 핵형은 2n=32, FNa=60이다.

## 생태
1월과 6월 사이에 새끼를 밴 암컷이 포획되며 1월과 7월 사이에 젖을 먹이는 모습이 포획된다.

## 분포 및 서식지
자메이카의 토착종이다. 숲과 농장에서 서식한다.